# ジェフ・マツダ
ジェフ・マツダ（Jeff Matsuda、1970年 - ）はエミー賞を受賞した、アメリカ合衆国のコンセプトアーティスト、漫画家、そしてアニメーターの日系アメリカ人である。彼は『ジャッキー・チェン アドヴェンチュアーズ』と『ザ・バットマン』の両方を手掛けたチーフ・キャラクターデザイナーであり、X-レイ・キッド・ストゥーディオウス(X-Ray Kid Studios)の社長兼クリエイティヴ・ディレクターでもある。マツダは、ロブ・ライフェルド(Rob Liefeld)のエクストリーム・ストゥーディオウス(Extreme Studios)とジム・リーのワイルドストーム(Wildstorm)とに数枚の『ワイルドキャッツ』(WildC.A.T.S.)のサンプルページを提出してライフェルドに見いだされた。しかしながら、マツダの最初の出版物におけるアートワークはウィザード・マガジン(Wizard Magazine)のレター・アート部門に掲載された、『X-フォース』(X-Force)のキャラクターであるケーブルの描画だった。
マツダは、エクストリームでイメージ・コミックス出版の『ブリゲイド』(Brigade)、『ティーム・ヤングブラッド』(Team Youngblood)、『ヤングブラッド：ストライクファイル』(Youngblood Strikefile)、『トロゥル』(Troll)、および『ニュー・メン』(New Men)等のタイトルにて作画を担当した。彼はマーヴル・コミックスへと活動の場を移し、最初に『X-メン：プライム』(X-Men Prime)の数ページを担当した結果、展開中の『X-ファクター』(X-Factor)と『ウルヴァリン』とに繋がり、加えて『X-メン』、『ジェネレーションX』、『アヴェンジャーズ』の各号、及び『X-メン：アンリミテッド』(X-Men Unlimited)の数枚のピンナップを描くこととなった。
後にマツダはオウサム・コミックス(Awesome Comics)のライフェルドと復縁して、アイズナー賞 / ウィザード・ファン・アワーズ(Wizard Fan Awards)受賞作家であるジェフ・ローブ(Jeph Loeb)原作の、『ケブーン』(Kaboom)を発行した。当作品の主人公ジェフ・サンライズ(Geof Sunrise)の名には、原作者達のファーストネームである”Jeff”と”Jeph”に次ぐ3番目の綴りとなる”Geof(f)”が用いられているが、実際にはローブの場合、ジョーゼフをジェフとする例は少ない。
またマツダは、ウェブ上の仮想世界『グーグル・ライヴリィ』(Google Lively)の光景をデザインするティームを率いている。

## 参照
1. ↑  http://www.gamasutra.com/php-bin/news_index.php?story=19333